# Francisco Lourenço Vaz de Almada
Francisco Lourenço Vaz de Almada (Lisboa, 1619 - Roma, 19 de Junho de 1683), cavaleiro da Ordem de Cristo (1628), foi um capitão de infantaria nos Exércitos do Alentejo, mas que depois optou por se licenciar em teologia na Universidade de Coimbra e seguir a vida eclesiástica.
Há uma compilação manuscrita das suas aulas datada de 1665.

## Biografia
Em 1643, na batalha do Montijo, depois de se lhe ter desenfreado o cavalo e este ter ido ao encontro com os castelhanos, foi feito prisioneiro Depois mandaram-no para Granada, e de volta foi trocado pelo Conde de Isinguien ou pelo Marquês de la Puebla
Na descrição da prisão, em 23 de julho de 1647 e tendo 28 anos de idade, diz que era "pequeno de corpo e tinha a cara larga, com uma pequena verruga castanha abaixo da têmpora esquerda e uma ferida na testa do mesmo lado".
Depois desses acontecimento, decide seguir as pisadas do seu tio-avô D. André de Almada, hospedando-se no Real Colégio de São Paulo, em Coimbra, de 1730 a 1733, retoma estudos e tira cânones e depois em 20 de Novembro de 1752 faz-se sacerdote jesuíta (padre da Companhia de Jesus). A seguir, passa a trabalhar como professor de Latim, de Filosofia e  de Teologia, até à cadeira de Prima, na Universidade de Coimbra e escrevendo algumas prosas místicas em latim.
Foi igualmente reitor do noviciado de Lisboa e morreu em Roma, como assistente da sua província (do Geral), em 19 de Junho de 1683.
Esteve numa embaixada a Inglaterra.

## Dados genealógicos
Filho de: D. Antão de Almada, 7.º conde de Avranches ((10.º senhor dos Lagares d' El-Rei) (5.º senhor de Pombalinho (Soure), e de D. Isabel da Silva.